# Stade Julio Torres
Le stade Julio Torres est une enceinte sportive utilisée pour la pratique du football. Il est situé à Barranquilla, en Colombie. Il est considéré comme le « berceau du football colombien » car s'y est joué le 7 août 1922, pour la première fois et de manière organisée, un match de football en Colombie.
L'équipe de football de l'Atlético Junior y a joué jusqu'en 1944, déménageant ensuite en faveur du stade Metropolitano Roberto Meléndez.
Il acquiert le statut de monument national via la loi no 1067 de 2006.